# Kisbelgrád
Kisbelgrád (szerbül Мали Београд / Mali Beograd) falu Szerbiában, a Vajdaságban, a Észak-bácskai körzetben, Topolya községben.

## Népesség
| Lakosok száma | 272  | 494  | 616  | 532  | 463  | 503  | 549  | 456  |
|               | 1948 | 1953 | 1961 | 1971 | 1981 | 1991 | 2002 | 2011 |